# Alberto Bernabé Pajares

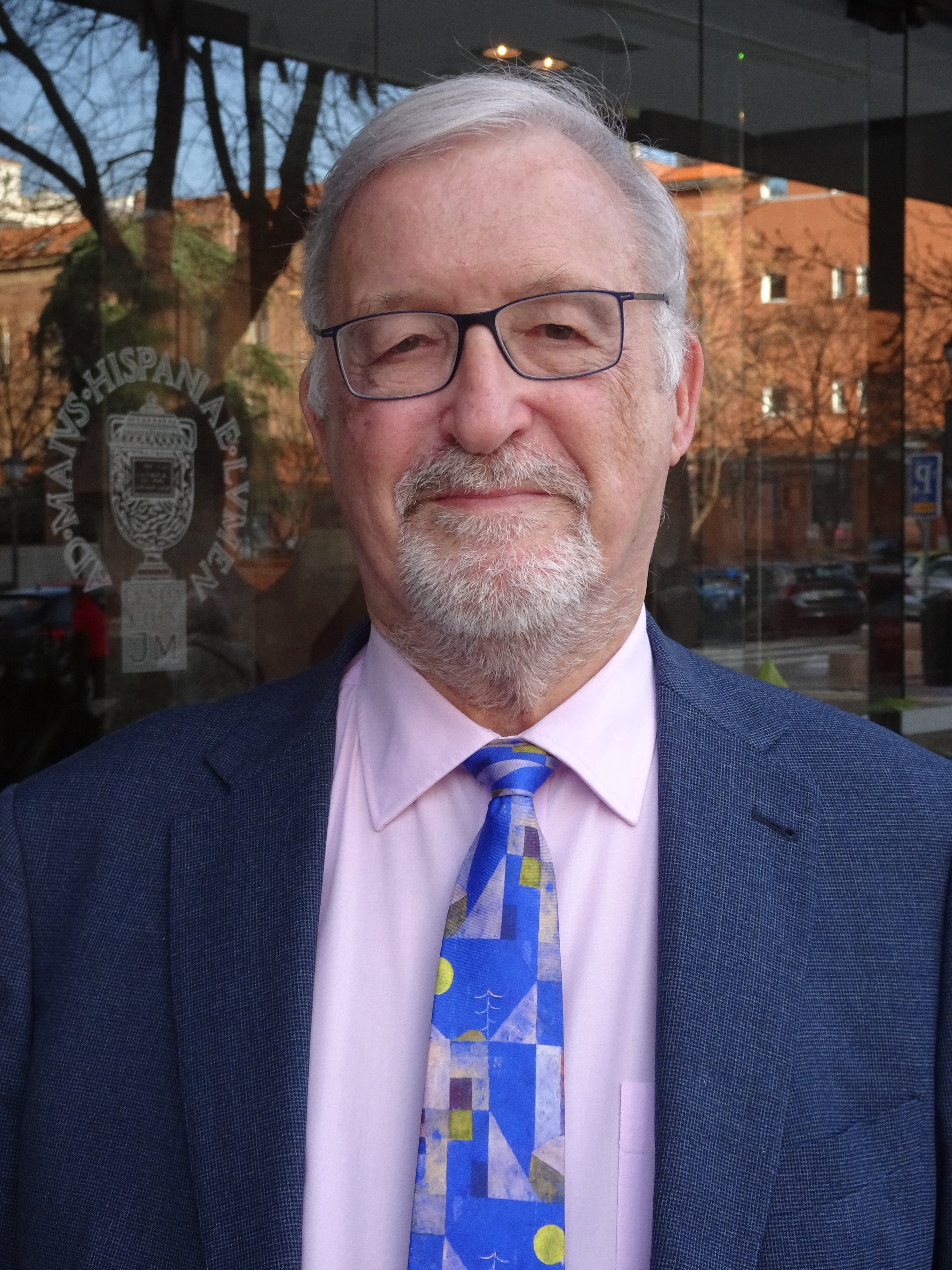
Alberto Bernabé Pajares, 2024

Alberto Bernabé Pajares (* 1. Dezember 1946 in Huelva) ist ein spanischer Altphilologe und Religionshistoriker, der für seine Arbeiten zur Orphik und zur Epik der archaischen Epoche bekannt ist. Er ist emeritierter ordentlicher Professor für griechische Sprache und Literatur an der Universität Complutense Madrid.
Bernabé ist seit dem 1. Juli 2002 Direktor des Departamento de Filología Griega y Lingüística Indoeuropea der Universidad Complutense und seit 2003 Präsident des Centro de Estudios del Próximo Oriente gewesen. Unter anderem war er von 1998 bis 2002 Präsident der Sociedad Española de Lingüística, deren Fachzeitschrift Revista Española de Lingüística er seit 1976 herausgibt. Er war zudem Mitarbeiter am Diccionario Griego-Español. Bernabé hat zudem zur indoeuropäischen Sprachwissenschaft gearbeitet (darunter auch eine Übersetzung hethitischer literarischer Texte) und ein Manual zur Textkritik veröffentlicht.

## Schriften (Auswahl)
Textkritische Editionen und Konkordanz
- Poetae epici Graeci. Testimonia et fragmenta, Pars I. B.G. Teubner, Leipzig 1987. Neuauflage, B. G. Teubner, Stuttgart/Leipzig 1996.
- Poetae Epici Graeci. Testimonia et fragmenta, Pars II: Orphicorum et Orphicis similium testimonia et fragmenta. K.G. Saur, München/Leipzig 2004.
- Orphei Hymnorum Concordantia. G. Olms, Hildesheim/Zürich/New York 1988.

Übersetzungen
- Himnos homéricos. La Batracomiomaquia. Gredos, Madrid 1978.
- Textos literarios hetitas. Editora Nacional, Madrid 1979.
- Fragmentos de épica griega arcaica. Gredos, Madrid 1980.
- Filóstrato, Vida de Apolonio de Tiana. Gredos, Madrid 1980.
- mit P. Bádenas: Píndaro, Epinicios. Alianza, Madrid 1984.
- De Tales a Demócrito. Fragmentos presocráticos. Alianza, Madrid 1988.
- Aristóteles, Retórica. Alianza, Madrid 1998.
- mit Ana Isabel Jiménez San Cristóbal: Instrucciones para el más allá: las laminillas orficas de oro. Ediciones Clásicas, Madrid 2001.
  - Englische Übersetzung: Instructions for the Netherworld: The Orphic Gold Tablets. Brill, Boston 2008.
- Hieros logos. Poesía órfica sobre los dioses, el alma y el más allá. Akal, Madrid 2003.

Monographien
- Manual de crítica textual y edición de textos griegos. Ediciones Clásicas, Madrid 1992.
- Manual de Lingüística Indoeuropea. Band 1, Ediciones Clásicas, Madrid 1995.
- Textos órficos y filosofía presocrática. Materiales para una comparación. Trotta, Madrid 2004.
- als Hrsg.: Redefining Dionysos. Walter de Gruyter, Berlin 2013.